# 2036: Nexus Dawn
2036: Nexus Dawn — короткометражный фильм, являющийся приквелом к фильму «Бегущий по лезвию: 2049».

## Сюжет
Сюжет фильма рассказывает про Ниандра Уоллеса, который ищет возможность отмены закона о запрете производства репликантов. Уоллес приходит к законодателям и убеждает, что производство новой партии репликантов значительно улучшит жизнь людей. Также Ниандр говорит, что новая партия будет послушнее предыдущей и доказывает это, приказав рядом стоящему помощнику андроиду убить самого себя. Андроид совершает самоубийство, и законодатели разрешают производство.

## В ролях
Джаред Лето — Ниандр Уоллес
Бенедикт Вонг — Законодатель
Нет Деннеи — Законодатель #2
Аде Сапара — Законодатель #3
Аня Мансон — Законодатель #4
Сэт Съестранд — Репликантов Нексус-9

## Факты
Короткометражка является одной из трёх выпущенных к выходу фильма.
Действие разворачивается в 2035 году, спустя 15 лет после «Бегущего по лезвию: Блэкаут» и за 14 лет до событий фильма «Бегущий по лезвию: 2049».

## Отзывы
Имеет хорошие оценки от критиков и зрителей.